# Terry Rocavert
Terry Rocavert (ur. 21 października 1954 lub 1955 w Sydney) – australijski tenisista.

## Kariera tenisowa
Kariera zawodowa Rocaverta była stosunkowo krótka (1975–1980) i kojarzona jest przede wszystkim z przegranego pojedynku z Johnem McEnroe w turnieju wimbledońskim w 1980, kiedy to Australijczyk stanął przed dużą szansą na niespodziewaną wygraną. W grze pojedynczej Rocavert najwyżej sklasyfikowany był w rankingu światowym w lipcu 1978, zajmując 115. lokatę. Właśnie w sezonie 1978 po raz pierwszy odnotował kilka wartościowych wyników: był w ćwierćfinałach w Hobart, Nowym Orleanie i Sydney. W 1979 doszedł do ćwierćfinału ponownie w Hobart (wygrał m.in. z Peterem McNamarą, a uległ Guillermo Vilasowi) oraz w Atlancie (wygrana m.in. z Kimem Warwickiem), a w 1980 był ćwierćfinalistą w Kairze (odnotował wygraną nad Colinem Dowdeswellem) i Parioli, półfinalistą w Hobart (przegrał w trzech setach ze Szelomo Glicksteinem) i wreszcie w sierpniu tegoż roku osiągnął swój jedyny turniejowy finał – w Columbus; w drodze do decydującego meczu pokonał m.in. rumuńskiego weterana Iliego Năstase (mimo pierwszego seta przegranego do zera), a w finale uległ Amerykaninowi Bobowi Lutzowi 4:6, 3:6.
W latach 1977–1980 wystąpił w grze pojedynczej w czterech edycjach Australian Open, nie zdołał jednak ani razu przejść rundy. Był natomiast w drugiej rundzie pozostałych turniejów Wielkiego Szlema – w Paryżu w 1978 i 1980, w Nowym Jorku w 1979 i w Londynie w 1980. W tym ostatnim turnieju pokonał w pierwszym meczu reprezentanta gospodarzy Rogera Taylora w pięciu setach. W drugiej rundzie jego przeciwnikiem był wicelider rozstawienia Amerykanin John McEnroe, którego rolę faworyta mogły jedynie ograniczać słabsze wyniki osiągnięte na wimbledońskiej trawie w poprzednich dwóch latach, kiedy odpadał z niżej klasyfikowanymi rodakami Van Dillenem i Timem Gulliksonem. Rzeczywiście Rocavert, tenisista praworęczny, określający bekhend jako swoje najlepsze zagranie, skutecznie neutralizował leworęczny serwis Amerykanina i okazał się trudnym przeciwnikiem: w meczu, rozciągniętym na dwa dni z powodu opadów deszczu, prowadził już 2:1 w setach (w tym tie-break trzeciego seta wygrywając do zera), a w tie-breaku seta czwartego dysponował małym przełamaniem po podwójnym błędzie serwisowym McEnroe. Ostatecznie jednak faworyt zdołał wywalczyć zarówno czwartego, jak i decydującego seta, by dotrzeć potem aż do finału turnieju, gdzie poniósł minimalną porażkę w słynnym pojedynku z Borgiem. Jak wspominał Rocavert, szansa na sensacyjne zwycięstwo rozkojarzyła go na tyle, że w tie-breaku czwartego seta więcej myślał o czekającej go konferencji prasowej niż o samym meczu.
Jako deblista Rocavert nie notował sukcesów, z wyjątkiem Australian Open 1979, gdzie w parze z Johnem Jamesem doszedł do półfinału (porażka w trzech wyrównanych setach z Peterem McNamarą i Paulem McNamee). W innych imprezach wielkoszlemowych odpadał we wczesnych etapach rywalizacji, np. w 1978 w drugiej rundzie French Open w parze z McNamarą uległ Fibakowi i Okkerowi.
Również w turniejach niższej rangi nie zdołał awansować ani razu do finału.
Po wczesnym zakończeniu kariery zawodniczej zajął się pracą trenerską. Jako trener stanowy federacji tenisowej Nowej Południowej Walii (1980–1989) prowadził m.in. na wczesnym etapie kariery takich zawodników, jak Todd Woodbridge, Jason Stoltenberg, Rennae Stubbs i Rachel McQuillan. Był rzecznikiem rozwoju w Australii gry na kortach o nawierzchni ceglanej.